# 全国碳排放权交易市场
全国碳排放权交易市场是中華人民共和國的碳交易市场，交易中心位於上海，於2021年7月16日正式上线交易，開張時全国碳排放权交易市场是世界上最大的碳市场。發電領域的2162家电力企业是首批纳入全国碳排放权交易市场的企業。開張首日成交量410.40万吨，成交额逾2.1亿元，中国石油、中国石化、华能集团、华电集团、申能集团等企业参与首日交易。